# Gateway (Florida)
Gateway és una concentració de població designada pel cens dels Estats Units a l'estat de Florida. Segons el cens del 2000 tenia 2.943 habitants.

## Demografia
Segons el cens del 2000, Gateway tenia 2.943 habitants, 1.114 habitatges, i 952 famílies. La densitat de població era de 132,9 habitants/km².
Dels 1.114 habitatges en un 33,9% hi vivien nens de menys de 18 anys, en un 80,6% hi vivien parelles casades, en un 3,5% dones solteres, i en un 14,5% no eren unitats familiars. En l'11,1% dels habitatges hi vivien persones soles el 3,3% de les quals corresponia a persones de 65 anys o més que vivien soles. El nombre mitjà de persones vivint en cada habitatge era de 2,64 i el nombre mitjà de persones que vivien en cada família era de 2,86.
Per edats la població es repartia de la següent manera: un 25,1% tenia menys de 18 anys, un 2,7% entre 18 i 24, un 29,7% entre 25 i 44, un 28,9% de 45 a 60 i un 13,7% 65 anys o més.
L'edat mediana era de 40 anys. Per cada 100 dones de 18 o més anys hi havia 97,8 homes.
La renda mediana per habitatge era de 78.705 $ i la renda mediana per família de 79.736 $. Els homes tenien una renda mediana de 60.054 $ mentre que les dones 42.083 $. La renda per capita de la població era de 38.986 $. Entorn del 16,6% de les famílies i el 0,9% de la població estaven per davall del llindar de pobresa.

## Poblacions més properes
El següent diagrama mostra les poblacions més properes.